# Saab-Scania
Saab-Scania AB var en svensk industrikoncern fra 1969 til 1992, skabt ved sammenlægning af Saab og Scania-Vabis. I 1992 blev personbilsafdelingen solgt til General Motors og koncernen splittet i mindre afdelinger.
| Firma | Spire Denne artikel om et firma eller en virksomhed i Sverige er en spire som bør udbygges. Du er velkommen til at hjælpe Wikipedia ved at udvide den. |